# 博利瓦市 (巴里納斯州)

博利瓦市（西班牙語：Municipio Bolívar），是委內瑞拉的一個市，位於該國西部巴里納斯州，首府設於巴里尼塔斯，面積1,047平方公里，2007年人口47,878，人口密度為每平方公里46人。